# 邵泰
邵泰（1690年—1758年），字峙東，號北厓，直隸順天府大興縣人，清朝政治人物。

## 生平
隨父親邵希賢（字仲賢）流寓蘇州府，兄長邵觀（字見可，號省齋）為康熙三十年（1691年）辛未科進士。邵泰為康熙六十年（1721年）辛丑科二甲第十名進士，選翰林院庶吉士，散館授編修，不久後告歸養母。邵泰善詩文書法，曾與習寯、蔣恭棐、王峻等合纂（乾隆）《蘇州府志》。邵泰晚年居蘇州芳草園，著有《禮立軒古文稿》、《浣青樓詩稿》等。